# Hackademy Magazine
 (mars 2015).
Si vous disposez d'ouvrages ou d'articles de référence ou si vous connaissez des sites web de qualité traitant du thème abordé ici, merci de compléter l'article en donnant les références utiles à sa vérifiabilité et en les liant à la section « Notes et références ».
 (juin 2025).
Motif : absence de sources (Cf WP:NESP) depuis 10 ans, n'a existé qu'entre 2000 et 2006, site officiel mort
- Archive Wikiwix
- Bing
- Cairn
- DuckDuckGo
- E. Universalis
- Gallica
- Google
- G. Books
- G. News
- G. Scholar
- Persée
- Qwant
- (zh) Baidu
- (ru) Yandex
- (wd) trouver des œuvres sur Wikidata

| 1. | Préciser le motif de la pose du bandeau. | Précisez le motif de la pose du bandeau en utilisant la syntaxe suivante : {{admissibilité à vérifier\|date=juin 2025\|motif=remplacez ce texte par le motif}}                          |
| 2. | Informer les utilisateurs concernés.     | Pensez à avertir le créateur de l'article, par exemple, en insérant le code ci-dessous sur sa page de discussion : {{subst:avertissement admissibilité à vérifier\|Hackademy Magazine}} |

The Hackademy Magazine est une publication bimestrielle française traitant de hacking en général et de sécurité informatique.
Son logo est un chapeau blanc (white hat), signifiant que le magazine a fait le choix de diffuser des techniques en accord avec la loi française.

## Historique
Le journal est édité par la société DMP dont le directeur de publication est Olivier Spinelli. Il a fondé le magazine avec Tommy Lee sous le nom de Hackerz Voice. Ils ont rapidement été rejoints par Fozzy en tant que directeur de rédaction. C'est à la suite de l'arrestation des principaux membres de la société pour avoir été sur le point de dévoiler des faiblesses dans les principaux systèmes bancaires français que le journal a changé sa ligne éditoriale[réf. nécessaire] pour devenir The Hackademy Journal et The Hackademy Manuel. L'action de la publication se décline aussi sous la forme d'une école : The Hackademy School, et d'un site web : The Hackademy Web.

## Principes du magazine
Le magazine se réclame de quatre principes fondateurs : la légalité, l'indépendance, la communication, l'équité. Cela est à mettre en parallèle avec les principes des logiciels libres. Alors que le copyleft permet de redistribuer des copies, le Hackademy Magazine est protégé par un copyright. Mais Hackademy Magazine, à dominante technique, répond aussi à une vocation plus culturelle. Toujours sous l'angle du hacking, le magazine considère que la technique pure perd une partie de son sens si elle n'est pas ancrée dans la société. Sans parler d'hacktivisme, Hackademy Magazine propose aussi à ses lecteurs l'état d'esprit du hacking comme grille de lecture des questions sociétales, économiques et politiques dans un esprit de liberté, de tolérance et surtout d'ouverture[réf. nécessaire].
Fin 2006, le magazine, victime de la crise de la presse papier, et sans doute victime de la pression des autorités[réf. nécessaire], est contraint de s'arrêter. Le site web de l'Hackademy, notamment par son forum, continue toutefois de maintenir en cet esprit de liberté définissant le magazine.